# Râul Afrin
Râul Afrin (în arabă نهر عفرين Nahr ʻIfrīn; în kurdă Çemê Efrînê; nordul Siriei: Nahər ʻAfrīn; în turcă Afrin Çayı) este un curs de apă, afluent al râului Oronte în Turcia și Siria. Izvorăște din Munții Kartal în provincia Gaziantep, Turcia, curge spre sud prin orașul Afrin în Siria, apoi reintră în Turcia. Se alătură Karasu pe locul fostului Lac Amik, iar apele sale curg spre Orontes printr-un canal.
Lungimea totală a râului este de 131 kilometri (81 mi), din care 54 kilometri (34 mi) se află în Siria.
Aproximativ 2.500.000.000 metru cubi (8,8×1010 cu ft) din debitul anual al râului provin din provincia Hatay din Turcia, în timp ce aproximativ 600.000.000 metru cubi (2,1×1010 cu ft) provin din Siria.
Râul este îndiguit de barajul Afrin la nord de orașul Afrin.
Afrin a fost cunoscut sub numele de Apre de asirieni, Oinoparas în epoca seleucidă, și ca Ufrenus în epoca romană. Abu al-Fida o menționează ca fiind Nahr Ifrîn.